# イブニングワイド21
『イブニングワイド21』（イブニングワイドにじゅういち）は、2003年3月31日から2004年3月26日まで山陽放送（RSKテレビ）で放送されていたローカル情報番組である。
本項では、2004年3月29日から2005年3月25日まで同局で放送されていた『イブニングワイド21 ゆうがたDONDON』についても記述する。

## 放送時間
放送時間は月曜から金曜の16:50 ‐18:55（JST、途中17:50 ‐18:19までは『JNNニュースの森』を内包）。祝日は17時台は休止となり、18:20から開始された。

## 概要
それまでの17時台の情報番組枠と全国枠『JNNニュースの森』を、山陽放送の老舗ローカルワイドニュース番組『山陽TVイブニングニュース』が内包する形での本格的な2時間ワイド番組として放送された。
メインキャスターも、以前に『ハマイエてれび回覧板』を担当した山陽放送アナウンサーの浜家輝雄が久々の夕方ワイド番組への復帰となり、また相方も『VOICE21』を長年担当した同局アナウンサーの奥富亮子が担当した。『VOICE21』で長年ハマイエ&トメちゃんコンビが復活した。
18時台の『山陽TVイブニングニュース』は本番組からタイトルが『イブニングワイド21 イブニングニュース』と変更され、番組開始から30年経って初めて「山陽TV」の冠が外されることとなった（土日は継続）。また、本番組のエンドクレジット（静止画像）のバックは土曜・日曜版の『イブニングニュース』と共用であった。
『JNNニュースの森・緊急特集』などのJNN報道特別番組が編成される場合には休止となった。
2004年3月29日より再び『イブニングニュース』を分離した形に再編され、『イブニングワイド21 ゆうがたDONDON』となる。出演者は引き続き浜家と奥富が担当。『イブニングニュース』は同局アナウンサーの石田好伸（月曜 ‐火曜）・玉木邦夫（水曜 ‐金曜）がメインに起用された。
その後、キー局のTBS平日ワイド大改編の余波を受ける形で2005年3月25日をもって番組は終了し、TBS制作の『イブニング・ファイブ』に枠を明け渡した。後番組となる『イブニングDonDon』は、1時間早い15:55からの放送となっていたが、2009年4月の改編で『イブニング・ファイブ』が終了し、山陽放送の17時台は『水戸黄門』の再放送枠となり、同年7月6日放送分からは『水戸黄門』の再放送枠との交換の形で、4年3か月ぶりに山陽放送制作の夕方のワイド番組が17時台に復帰した。

## 主なキャスター
17時台はメインキャスターの2人が進行し、18時台の『イブニングニュース』からは17時台のニュースコーナー担当者を入れた3人体制で放送された。

### メインキャスター
- 浜家輝雄（RSKアナウンサー、月曜 ‐木曜）
- 奥富亮子（RSKアナウンサー）
- 高畑誠（RSKアナウンサー兼気象予報士、金曜、17時台・18時台を通してのお天気コーナー担当）

### イブニングニュース
- 石田好伸（RSKアナウンサー、月曜・火曜）
- 玉木邦夫（RSKアナウンサー、金曜、後に水曜 ‐金曜）
- 近藤季樹（RSKアナウンサー、水曜・木曜、後に降板）

### その他の出演者
- 三宅八重子（フリーアナウンサー、17時台のみサブで出演）
- 岩根宏行（RSKアナウンサー、17時台木曜「ギャラリー情報」・金曜「映画情報」コーナー担当）
- ほか

| 山陽放送 平日夕方のローカルワイド番組                  | 山陽放送 平日夕方のローカルワイド番組                                                          | 山陽放送 平日夕方のローカルワイド番組             |
| 前番組                                                 | 番組名                                                                                         | 次番組                                            |
| ------------------------------------------------------ | ---------------------------------------------------------------------------------------------- | ------------------------------------------------- |
| 国司憲一郎の元気一番! （2000年4月3日 - 2003年3月28日） | イブニングワイド21 ↓ イブニングワイド21 ゆうがたDONDON （通算：2003年3月31日 - 2005年3月25日） | イブニングDonDon （2005年3月28日 - 2011年4月1日） |